# Dongducheon (métro de Séoul)
Dongducheon (hangeul : 동두천 ; hanja : 東豆川) est une station de la ligne 1 (ligne Gyeongwon) du métro de Séoul. Elle est située au 2687 Pyeonghwa-ro, quartier Dongducheon-dong sur le territoire de la ville de Dongducheon, au nord de Séoul dans la province Gyeonggi-do, en Corée du Sud. Elle dessert notamment Camp Casey (en), une base militaire de Armée de terre des États-Unis.
Elle est desservie par les omnibus et des express de la ligne 1 du métro de Séoul.

## Situation sur le réseau

Plan du réseau (2023)

Établie en surface, Dongducheon est une station de passage de la ligne 1 du métro de Séoul : elle est située entre la station Bosan, en direction du terminus ouest Yeoncheon ou du terminus sud Sinchang via la station de bifurcation Guro, et avant la station Soyosan, vers le terminus nord Yeoncheon,.

## Histoire

### Gare ligne Gyeongwon (1912-2006)
La gare de Dongducheon est mise en service le 25 juillet 1912 sur la ligne Gyeongwon. Après la libération du pays en 1945, elle devient le terminus de section située en Corée du Sud de la ligne Gyeongwon. La gare subit d'importants dommages durant la guerre de Corée. En juillet 1953, on achève la construction d'un bâtiment en bois. En 1983, un nouveau bâtiment est construit et la gare est renommée Dongan le 10 février 1984,.

### Station L1 métro (depuis 2006)
Un nouveau bâtiment est mis en service le 31 juillet 2006 lorsqu'elle devient une station de la ligne 1 du métro de Séoul. Cette même année, le 15 décembre, la station Dongan est renommée Dongducheon comme à l'origine de la gare,.

## Services aux voyageurs

### Accès et accueil
La station dispose d'un accès de chaque côté des voies : au 245-210 Dongducheon-dong et au 2687 Pyeonghwa-ro, ils permettent de rejoindre une mezzanine surplombe les voies et permet d'accéder aux quais.

### Desserte
Dongducheon est desservie par des rames omnibus et express, dont elle est le terminus nord, de la ligne 1. Les quais 1, 2 et 3 sont équipés de portes palières et utilisés pour accéder aux rames. Le quai 4 est utilisé comme voie de garage et les quais 5 et 6 ne sont pas utilisés pour le service. Le passage d'un quai à l'autre s'effectue par la mezzanine.

Les quais avant la pose des portes palières
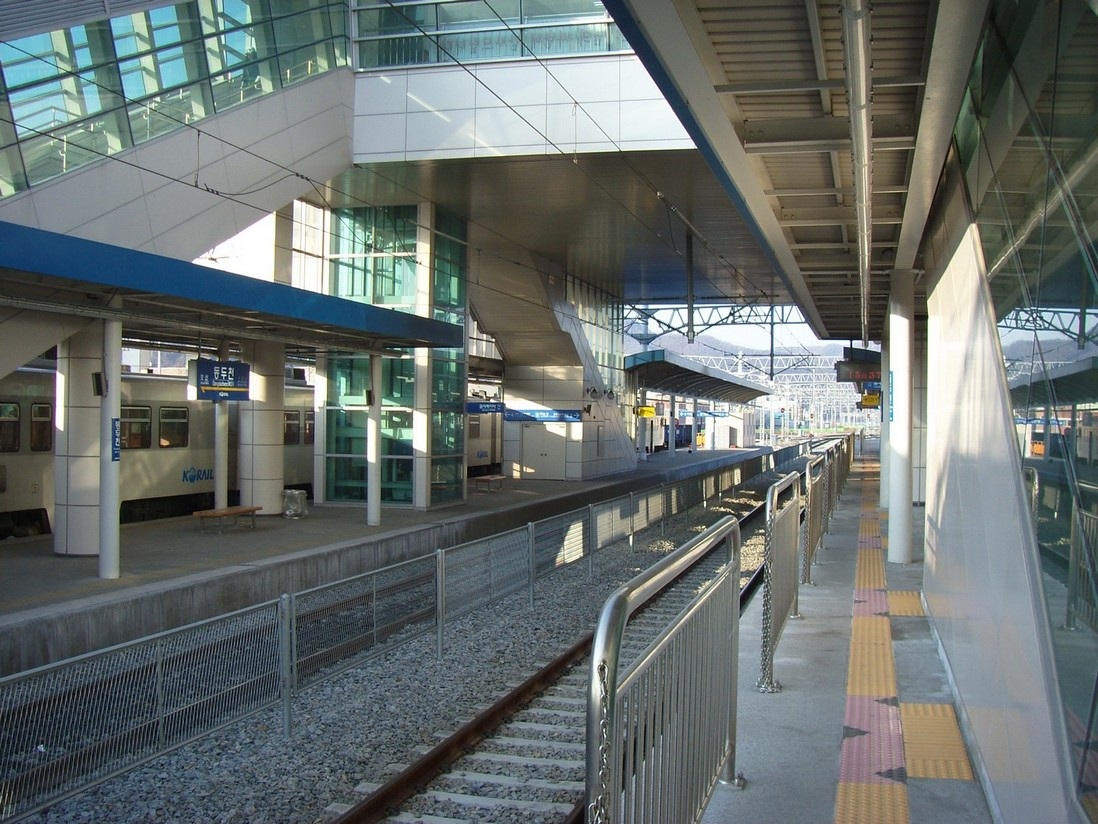
En 2007.
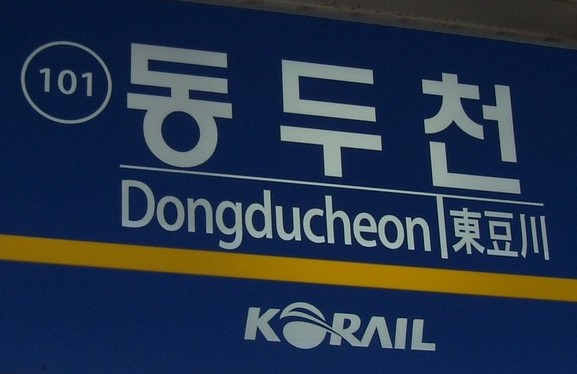
En 2007.
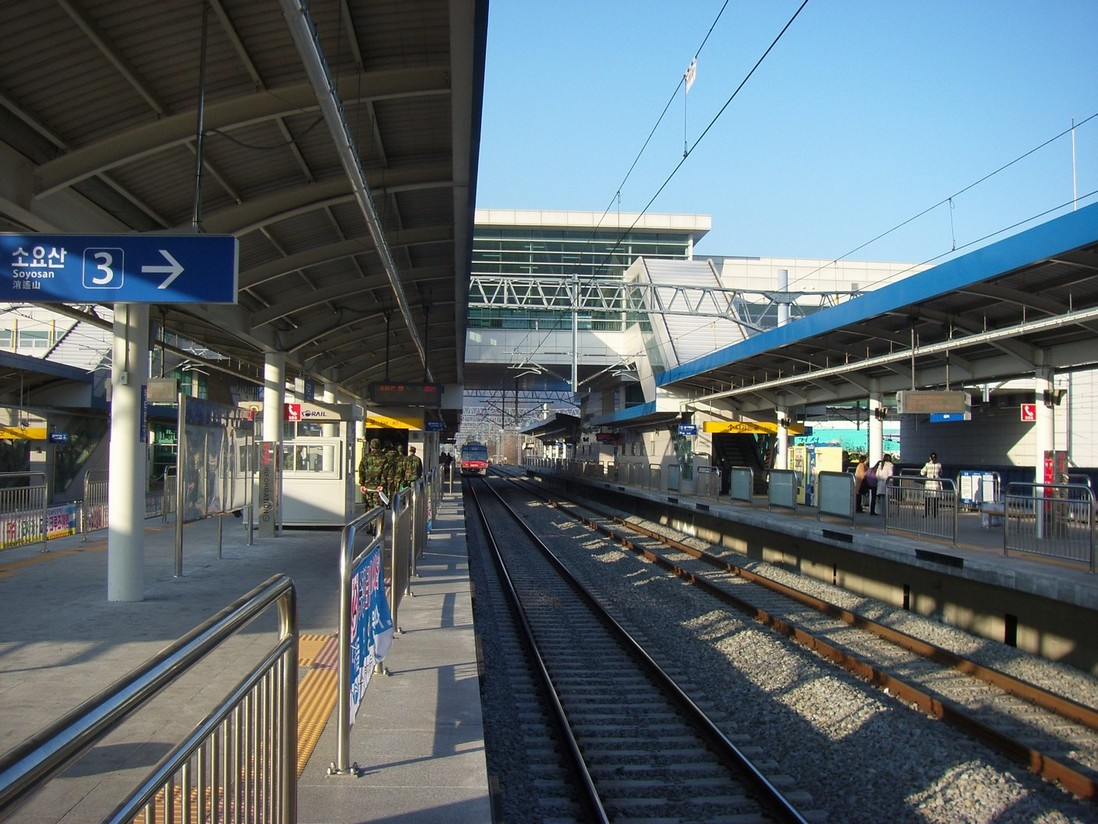
En 2007.

### Intermodalité
Les accès 1 et 2 disposent d'accroches pour les vélos. L'accès 1, à l'est, dispose à proximité de deux arrêts pour les bus des lignes 1, 1-1, 33, 33-1, 36, 39, 39-2, 53,5 53 8, 53,11, 57,1 et G2001. l'accès 2 à l'ouest est desservi par les bus 3 et 6.

## À proximité
Camp Casey (en), une base militaire de l'armée américaine.